# Sainte-Consorce
Sainte-Consorce là một xã thuộc tỉnh Rhône trong vùng Auvergne-Rhône-Alpes phía đông nước Pháp. Xã này nằm ở khu vực có độ cao trung bình 279 mét trên mực nước biển.